# Witchford
Witchford je malá vesnice ve Velké Británii poblíž Ely v Cambridgeshire. První zmínka o vesnici Witchford je v kronice Domesday, kterou si lze přečíst v muzeu města Ely. Díky velké výstavbě v nedávné době se počet obyvatel Witchfordu zvýšil na 2000. Ve Witchfordu se nachází jedna základní škola, také střední škola zvaná
Witchford Community Education. Ve Witchfordu se nachází baptistický kostel Witchford Baptist Church.